# Bougisia ornata
Bougisia ornata is een vlokreeftensoort uit de familie van de Bougisidae. De wetenschappelijke naam van de soort is voor het eerst geldig gepubliceerd in 1966 door Laval.